# اوزاس
اوزاس (به فرانسوی: Auzas) یک کمون در فرانسه است که در canton of Saint-Martory واقع شده‌است. اوزاس ۷٫۸۹ کیلومتر مربع مساحت دارد ۴۱۴ متر بالاتر از سطح دریا واقع شده‌است.